# Bandiera dello Stato di Espírito Santo
La bandiera dell'Espírito Santo fu creata nel 1908 dal dottor Jerônimo Monteiro, allora presidente dello Stato, e fu adottata ufficialmente il 7 settembre 1909. È composta di tre fasce orizzontali e della stessa misura, nei colori azzurro, bianco e rosa.
I suoi colori rappresentano i colori delle vesti di Nostra Signora della Vittoria, patrona della capitale Vitória. Al centro della seconda fascia, un arco in lettere azzurre che porta il motto "TRABALHA E CONFIA" (LAVORA E CONFIDA). Questo motto si ispira alla dottrina di Santo Ignazio di Loyola, fondatore dell'ordine religioso della Compagnia di Gesù: Lavora come se tutto dipendesse da te, e abbi fede come se tutto dipendesse da Dio.